# Mezalocha
Mezalocha település Spanyolországban,  Zaragoza tartományban. Mezalocha Muel, Jaulín, Villanueva de Huerva és Longares községekkel határos. Lakosainak száma 206 fő (2024).

## Népesség
A település népessége az utóbbi években az alábbiak szerint változott:
| Lakosok száma | 305  | 285  | 263  | 237  | 210  | 241  | 248  | 238  | 232  | 206  |
|               | 2001 | 2004 | 2007 | 2009 | 2012 | 2014 | 2017 | 2019 | 2022 | 2024 |